# Graduiertenuniversität für Öffentliche Gesundheitswissenschaft Shizuoka

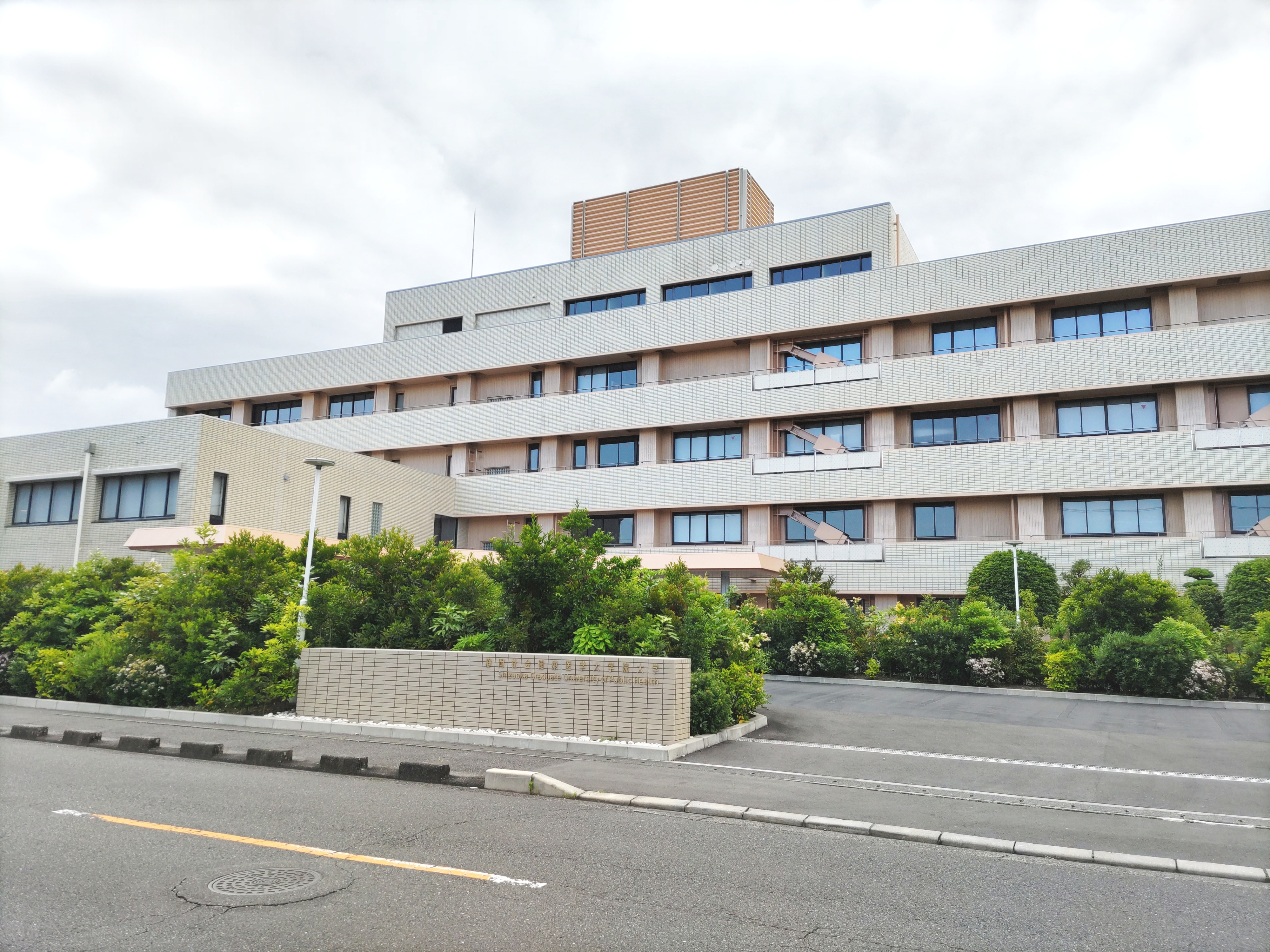
Hauptgebäude (2024)

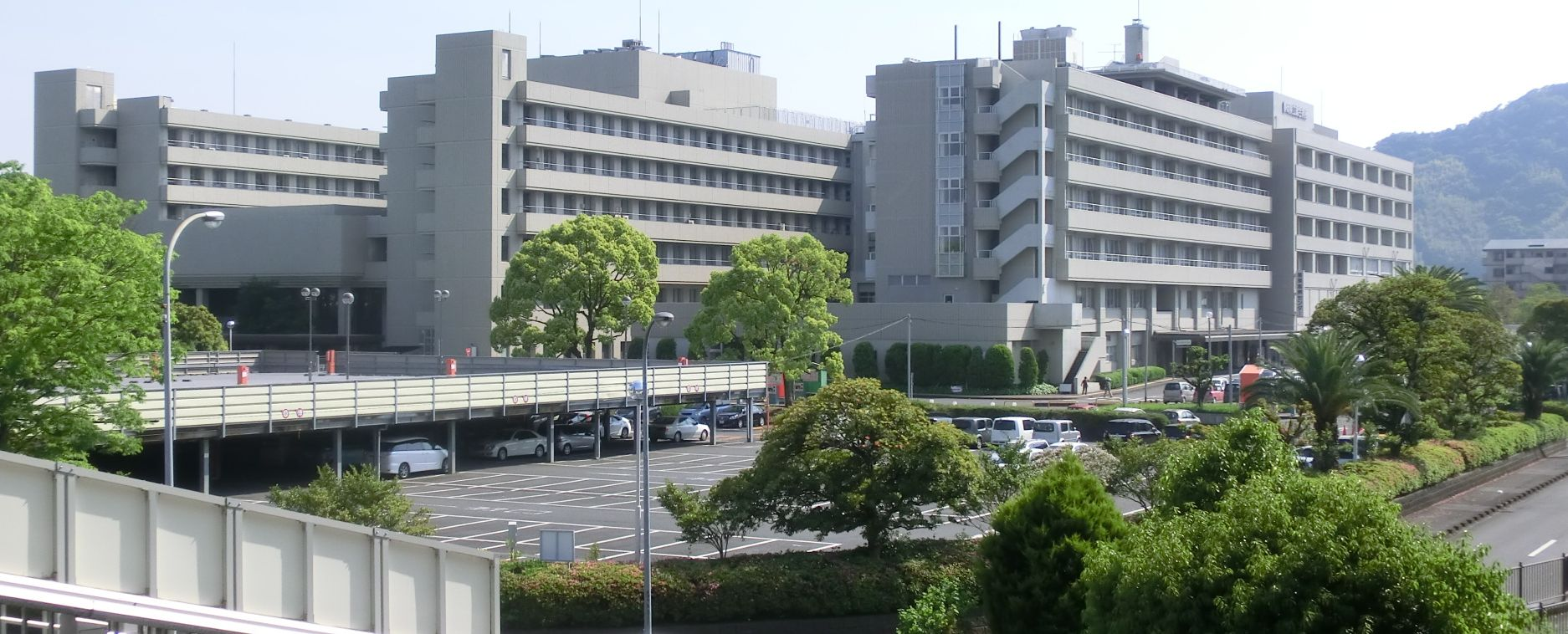
Präfekturales Allgemeinkrankenhaus Shizuoka neben dem Campus (2015)

Die Graduiertenuniversität für Öffentliche Gesundheitswissenschaft Shizuoka (静岡社会健康医学大学院大学 Shizuoka shakai kenkō igaku daigakuin daigaku; engl. Shizuoka Graduate University of Public Health, kurz: SGUPH oder Shizuoka SPH [School of Public Health]) ist eine öffentliche (präfekturale) Universität in Aoi-ku, Shizuoka in der Präfektur Shizuoka (Japan). Der Campus befindet sich neben dem Präfekturalen Allgemeinkrankenhaus Shizuoka.
Weil die Universität eine Graduiertenuniversität ist, fehlen ihr die Bachelorstudiengänge; sie besteht aus Masterstudiengang und Doktorkurs.
Die Universität wurde 2021 gegründet. Sie begann mit nur dem Masterstudiengang. 2023 richtete sie den Doktorkurs ein.

## Fakultäten
- Graduiertenschule für Öffentliche Gesundheitswissenschaft (Masterstudiengang und Doktorkurs)